# Ga Euljiro 1(il)-ga
Ga Euljiro 1(il)-ga (Tiếng Hàn: 을지로입구역, Hanja: 乙支路入口驛) là ga trên Tàu điện ngầm Seoul tuyến 2 ở Euljiro 1(il)-ga, Jung-gu, Seoul. Nhà ga nằm ở cuối phía Bắc của khu mua sắm Myeongdong và nằm gần chi nhánh chính của Lotte Department Store.

## Lịch sử
- 30 tháng 6 năm 1983: Tên ga được quyết định là Ga Euljiro 1-ga[2]
- 16 tháng 9 năm 1983: Bắt đầu hoạt động với việc khai trương Tàu điện ngầm Seoul tuyến 2 đoạn Euljiro 1(il)-ga ~ Seongsu
- 22 tháng 5 năm 1984: Khai trương tất cả các phần của Tàu điện ngầm Seoul tuyến 2 và bắt đầu hoạt động với tên gọi Tuyến vòng Euljiro
- 21 tháng 1 năm 2006: Lắp đặt cửa chắn sân ga
- 1 tháng 8 năm 2016: Đổi tên nhà ga từ Ga Euljiro 1(il)-ga thành Ga Euljiro 1(il)-ga (Ngân hàng Công nghiệp IBK Hàn Quốc)
- 1 tháng 9 năm 2022 : Đổi tên ga từ Ga Euljiro 1(il)-ga (Ngân hàng Công nghiệp IBK) thành Ga Euljiro 1(il)-ga (Ngân hàng Hana)

## Bố trí ga
| Tòa thị chính ↑     |
| \| Vòng ngoài       |
| ↓ Euljiro 3(sam)-ga |

| Vòng ngoài | ● Tuyến 2 | ← Hướng đi Tòa thị chính · Sinchon · Đại học Hongik · Sindorim |
| Vòng trong | ● Tuyến 2 | → Hướng đi Euljiro 3(sam)-ga · Sindang · Seongsu · Jamsil →    |

## Xung quanh nhà ga
| Lối ra \| 나가는 곳 \| Exit \| 出口 | Lối ra \| 나가는 곳 \| Exit \| 出口 |
| ----------------------------------- | --- |
| 1                                   | Mugyo-dong Trụ sở chính Ngân hàng Hana |
| 1-1                                 | Tòa thị chính Seoul Tòa nhà Euljiro (Trung tâm việc làm Seoul) Trung tâm thương mại Seoul |
| 2                                   | Trụ sở chính Ngân hàng Hana Mugyo-dong · Da-dong Cheonggyecheon cầu Gwanggyo Hướng tới Ga Jonggak Tổng công ty bảo hiểm tiền gửi Đại học Điện tử Youngjin Hiệp hội tương trợ công nhân xây dựng |
| 3                                   | Hướng tới Ga Jonggak Cheonggyecheon cầu Gwanggyo Hướng tới Bosingak Ngân hàng Woori chi nhánh Jongno (Gwangtonggwan)                                                                            |
| 4                                   | Trụ sở Ngân hàng Công nghiệp Hàn Quốc Văn phòng Việc làm và Lao động Khu vực Seoul/Trung tâm Việc làm Seoul Ngân hàng KB Kookmin (Myeongdong) Cheonggyecheon cầu Samil Phố Eulji Hanbit         |
| 5                                   | Nhà thờ Myeongdong Royal Hotel Seoul Thẻ Shinhan |
| 6                                   | Tổng công ty Điện lực Hàn Quốc Trụ sở chính Seoul Ibis Ambassador Hotel Bưu điện trung tâm Seoul Nhà hát nghệ thuật Myeongdong                                                                  |
| 7                                   | Trụ sở chính Lotte Department Store Lotte Young Plaza Trụ sở chính Shinsegae Department Store Ngân hàng Trung ương Hàn Quốc                                                                     |
| 8                                   | Trụ sở chính Lotte Department Store Lotte Seoul Hotel Hướng tới Ga Tòa thị chính |

## Hình ảnh

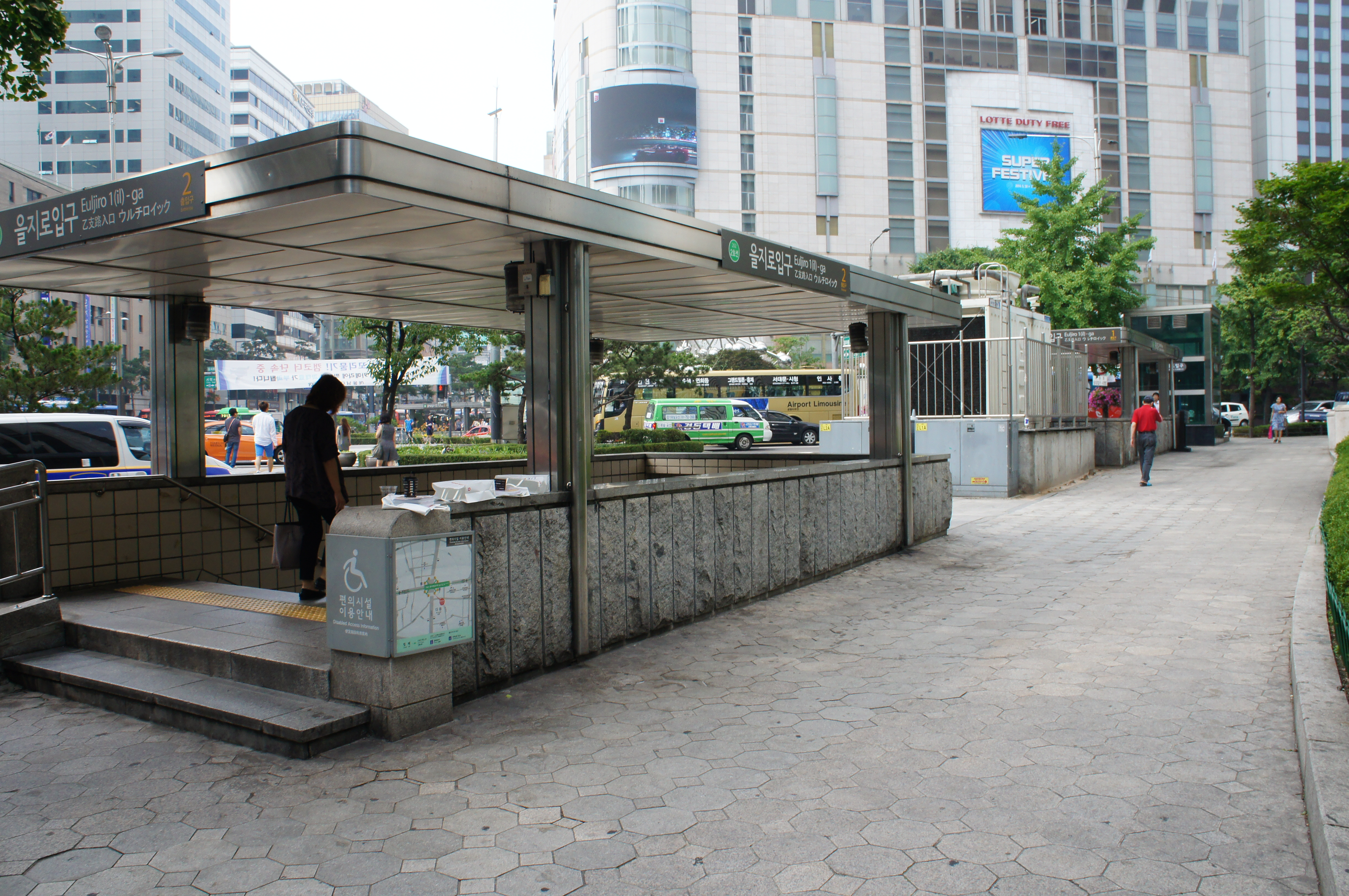
Lối ra 1 và 2
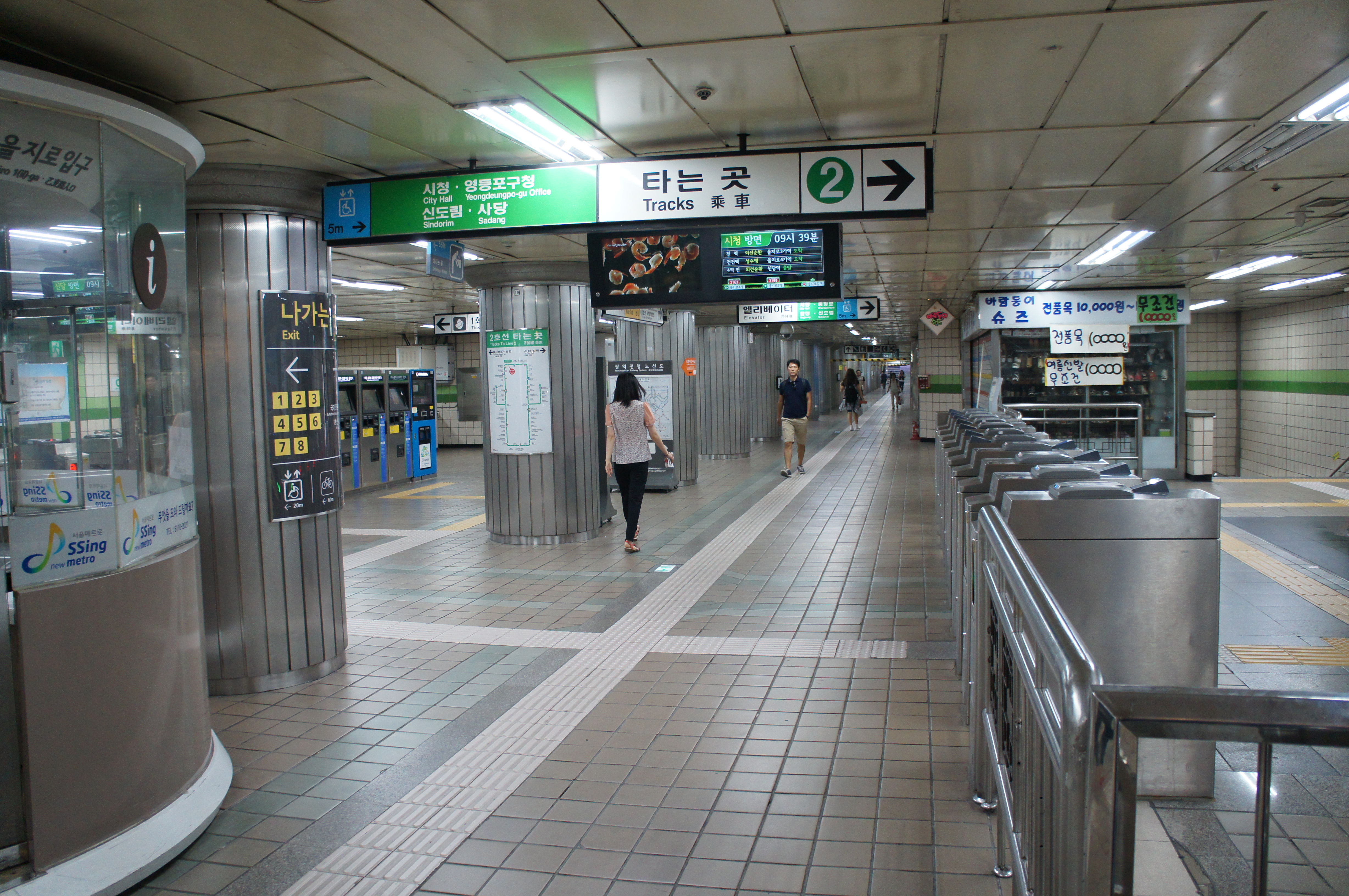
Phòng chờ
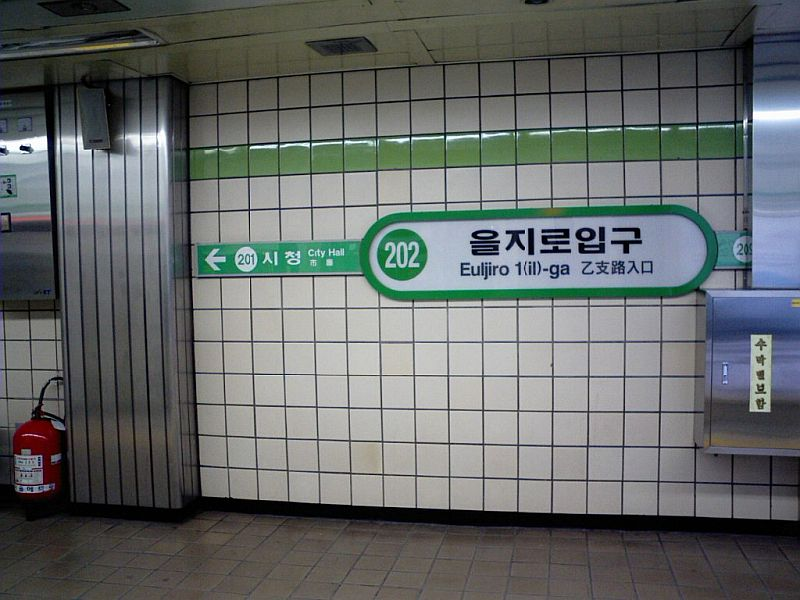
Bảng tên ga hướng vòng ngoài